# Ligue de diamant 2010 - saut à la perche masculin
Navigation
2011
Le concours du saut à la perche masculin de la Ligue de Diamant 2010 s'est déroulé du 23 mai au 27 août 2010. La compétition fait successivement étape à Shanghai, Oslo, New York, Lausanne, Paris et Londres, la finale se déroulant à Bruxelles. L'épreuve est remportée par le Français Renaud Lavillenie qui signe notamment quatre victoires en sept concours.

## Calendrier
| Date            | Meeting                 | Ville     | Pays        |
| --------------- | ----------------------- | --------- | ----------- |
| 23 mai 2010     | Golden Grand Prix       | Shanghai  | Chine       |
| 4 juin 2010     | Bislett Games           | Oslo      | Norvège     |
| 12 juin 2010    | Meeting de New York     | New York  | États-Unis  |
| 8 juillet 2010  | Athletissima            | Lausanne  | Suisse      |
| 16 juillet 2010 | Meeting Areva           | Paris     | France      |
| 13 août 2010    | Aviva London Grand Prix | Londres   | Royaume-Uni |
| 27 août 2010    | Mémorial Van Damme      | Bruxelles | Belgique    |

## Faits marquants
L'Allemand Malte Mohr remporte la première épreuve de l'année à Shanghai en réalisant avec 5,70 m son meilleur saut de l'année. Steven Hooker, favori de la compétition, échoue à trois reprises à 5,70 m et ne termine qu'à la sixième place du concours avec 5,50 m. Pour sa rentrée dans la compétition, le 4 juin aux Bislett Games d'Oslo, le Français Renaud Lavillenie remporte l'épreuve en réalisant 5,80 m à son troisième essai, puis échoue à trois reprises contre la meilleure performance mondiale de l'année située à 5,92 m. Malte Mohr et Aleksandr Gripich se classent respectivement deuxième et troisième du concours alors que Steven Hooker ne parvient pas à franchir la moindre hauteur. Le Français remporte son deuxième succès consécutif lors du meeting de New-York, le 12 juin, en devançant une nouvelle fois son rival australien. Auteur de 5,80 m à son premier essai, Steven Hooker oblige Lavillenie à faire l'impasse sur cette barre après un échec. Ce dernier franchit finalement 5,85 m à sa première tentative alors que l'Australien échoue par trois fois à 5,90 m. Renaud Lavillenie prend la tête du classement général de la Ligue de diamant 2010 devant Malte Mohr, sixième du concours avec 5,40 m. Le Français signe un troisième succès consécutif dans la compétition le 8 juillet lors du meeting Athletissima de Lausanne en réalisant son meilleur saut de l'année avec 5,85 m. Il devance une nouvelle fois Steven Hooker qui échoue par trois fois à 5,90 m, et Malte Mohr qui bat son record personnel avec 5,80 m.
Le 16 juillet, le Meeting Areva de Paris-Saint-Denis se dispute dans des conditions rendues difficiles par un vent tourbillonnant. Steven Hooker manque ses trois premiers essais à 5,40 m alors que Renaud Lavillenie passe aisément les hauteurs de 5,60 m et 5,70 m à son premier essai. Il emporte finalement le concours en franchissant successivement 5,81 m puis 5,91 m à sa deuxième tentative, devançant notamment l'Américain Derek Miles. Auréolé de son titre de champion d'Europe obtenu fin juillet à Barcelone, le perchiste français passe à côté de son concours du meeting de Londres, le 13 août, essuyant trois revers à 5,51 m lors de son saut d'ouverture. Battu pour la première fois de la saison, Lavillenie assure néanmoins la victoire finale en Ligue de diamant 2010 à la suite de l'annonce du forfait de Malte Mohr, deuxième du classement général, peu avant le début du concours. L'épreuve londonienne est remportée par le Polonais Łukasz Michalski avec 5,71 m. Lors du dernier concours de la saison, à Bruxelles, Le Français s'incline face à Malte Mohr qui améliore son record personnel (5,85 m).

## Résultats
| Date | Meeting   | 1er                           | 1er   | 2e                       | 2e    | 3e                                            | 3e    |
| --- | --------- | ----------------------------- | ----- | ------------------------ | ----- | --------------------------------------------- | ----- |
| 23 mai 2010 | Shanghai  | Malte Mohr 5,70 m             | 4 pts | Aleksandr Gripich 5,60 m | 2 pts | Maksym Mazuryk 5,60 m                         | 1 pt  |
| 4 juin 2010 | Oslo      | Renaud Lavillenie 5,80 m      | 4 pts | Malte Mohr 5,70 m        | 2 pts | Aleksandr Gripich 5,60 m                      | 1 pt  |
| 12 juin 2010 | New York  | Renaud Lavillenie 5,85 m (SB) | 4 pts | Steven Hooker 5,80 m     | 2 pts | Przemysław Czerwiński 5,60 m                  | 1 pt  |
| 8 juillet 2010 | Lausanne  | Renaud Lavillenie 5,85 m (SB) | 4 pts | Steven Hooker 5,80 m     | 2 pts | Malte Mohr 5,80 m (PB)                        | 1 pt  |
| 16 juillet 2010 | Paris     | Renaud Lavillenie 5,91 m (SB) | 4 pts | Derek Miles 5,70 m       | 2 pts | Maksym Mazuryk 5,70 m Łukasz Michalski 5,70 m | 1 pt  |
| 13 août 2010 | Londres   | Łukasz Michalski 5,71 m       | 4 pts | Derek Miles 5,61 m       | 2 pts | Przemysław Czerwiński 5,51 m                  | 1 pt  |
| 27 août 2010 | Bruxelles | Malte Mohr 5,85 m (PB)        | 8 pts | Renaud Lavillenie 5,80 m | 4 pts | Maksym Mazuryk 5,75 m                         | 2 pts |
| Records et Performances - AR : Record continental (area record) - CR : Record des championnats (championship record) - MR : Record du meeting (meet record) - NR : Record national (national record) - OR : Record olympique (olympic record) - PR : Record paralympique (paralympic record) - PB : Record personnel (personal best) - SB : Meilleure performance personnelle de la saison (season's best) - WL : Meilleure performance mondiale de l'année (world leader) - WJR : Record du monde junior (world junior record) - WR : Record du monde (world record) Circonstances et Conditions - DNF : N'a pas terminé (did not finish) - DNS : N'a pas pris le départ (did not start) - DQ : Disqualification (disqualification) - NM : Aucun essai valable enregistré (No Mark) - Q : Qualifié « directement » au prochain tour (ou à la prochaine compétition), lors d'une compétition majeure, grâce au classement ou à la réalisation des minima (automatic qualifier) - q : Qualifié au prochain tour (ou à la prochaine compétition), lors d'une compétition majeure, grâce au repêchage ou à la réalisation de l'une des meilleures performances parmi celles des « non qualifiés directement » (grâce au meilleur temps ou à la meilleure distance par exemple) (secondary qualifier) |           |                               |       |                          |       |                                               |       |

## Classement général
| Rang | Athlète                                  | Points |
| ---- | ---------------------------------------- | ------ |
| 1    | Renaud Lavillenie                        | 20     |
| 2    | Malte Mohr                               | 15     |
| 3    | Łukasz Michalski                         | 5      |
| 4    | Steven Hooker Derek Miles Maksym Mazuryk | 4      |